# Небесные музыканты (фильм)
«Небесные музыканты» (фр. Les Musiciens du ciel) — французский художественный фильм, снятый режиссёром Жоржем Лакомбом в 1940 году.
Премьера фильма состоялась 10 апреля 1940 года.

## Сюжет
Работница Армии спасения, которую играет Мишель Морган, проявляет особый интерес к судьбе слепого уличного музыканта Виктора. В действительности, «слепой» герой лишь притворяется слепцом, чтобы избежать ареста за соучастие в подделке ювелирного изделия. Уловка Виктора вскоре обнаруживается…

## В ролях
- Мишель Морган — лейтенант Сольнье
- Мишель Симон — капитан Симон
- Рене Лефевр — Виктор
- Рене Александр — Луи
- Огюст Боверио — комиссар
- Сильвет Соже — Луиза
- Александр Риньо — Большой Жорж
- Рене Бержерон — месье Моро
- Марианн Брэк — капитан
- Ноэль Роквер — комиссар полиции и др.